# Conacul din Răzălăi
Conacul din Răzălăi este o clădire amplasată în Răzălăi, raionul Sîngerei, Republica Moldova. Este un monument arhitectural de importanță națională inclus în Registrul monumentelor Republicii Moldova ocrotite de stat cu nr. 2529 (raionul Sîngerei). Datează din jum. II a sec. XIX.